# Pegaso 6035
El Pegaso 6035 fue un autobús urbano o suburbano, en versiones estándar o articulado, fabricado por ENASA entre 1964 y 1981.

## Historia
En 1964, ENASA (Empresa Nacional de Autocamiones S.A.) construyó el prototipo de un nuevo modelo de autobús, el Pegaso 6035. Estaba formado por una estructura autoportante, que ENASA ya había utilizado en sus anteriores modelos de autobuses 6020 y 6021. Este tipo de estructura autoportante para autobús lo diseñó la empresa italiana Oficcine Viberti S.p.A., que lo comercializó desde el año 1947 bajo la marca Monotral. La empresa Jorsa (Construcciones Jover, Obiols y Rosell, S.A.) de Mataró, perteneciente a ENASA, firmó en 1960 un contrato con la empresa italiana para construir en España la estructura Monotral bajo licencia.

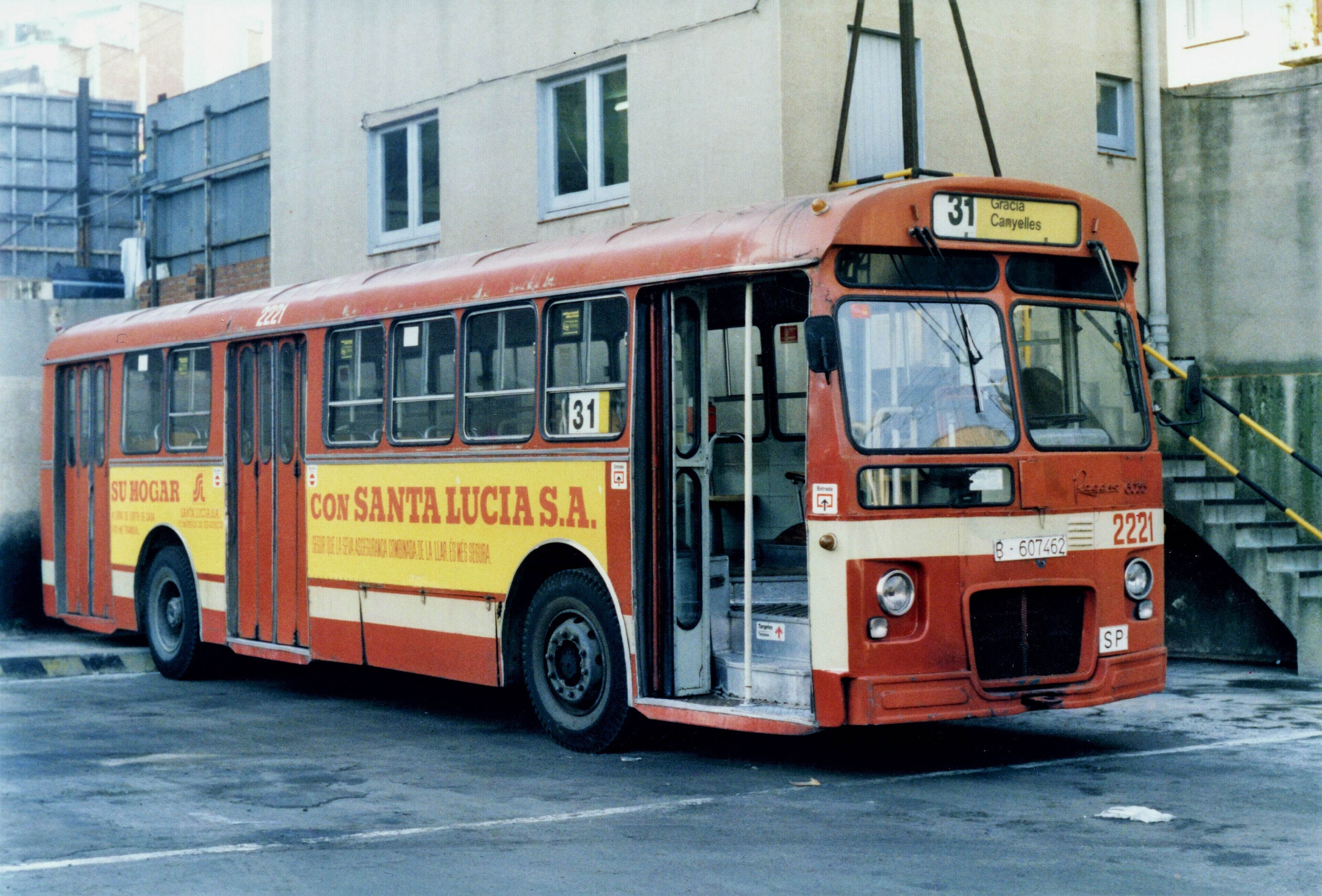
Autobús Pegaso 6035 número 2221 de Transports de Barcelona en las cocheras de Borbón.

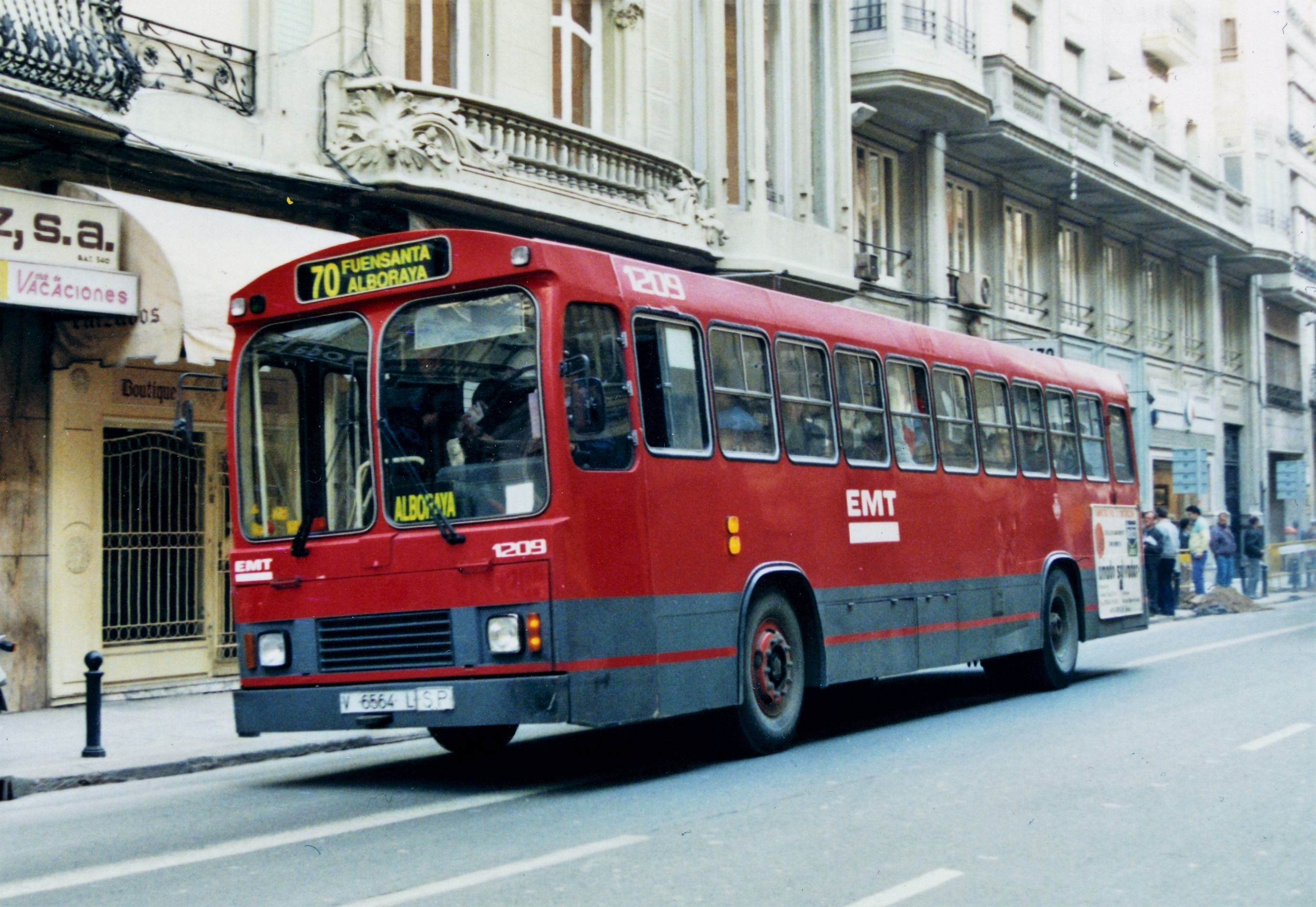
Autobús 1209 de la EMT de Valencia, un Pegaso 6035-4 reconstruido por Iclorsal (antes Cilsac).

Con respecto al 6021, el nuevo autobús 6035 presentaba una diferencia principal: la instalación del motor horizontal bajo el piso del vehículo, frente al motor delantero del anterior modelo, resultando en una mayor capacidad de viajeros. Para ello se desarrolló el nuevo motor diésel horizontal 9101, derivado del vertical 9100. Otra innovación fue el montaje de serie de una transmisión semiautomática, con embrague hidráulico y cambio de marchas electro-neumático, ensayada en algunos ejemplares de modelos anteriores.
A ese prototipo le siguió otro articulado de dos cuerpos, fabricado en 1965, que fue denominado 6035-A. Con una longitud de 18 metros, excedía la que en aquel momento permitía el Código de Circulación de automóviles de España, que era de 16,5 metros como máximo. Por ello, antes de entrar en servicio, tuvo que ser acortado hasta esa medida.
En 1965 comenzó la producción en serie de ambos modelos, con un frontal modificado, caracterizado por unas líneas más rectas y la famosa cruz característica de Pegaso en una gran calandra frontal. Se construyeron versiones con diferente disposición de puertas: siempre una delantera, más otra central o trasera, o la versión de tres puertas. Posteriormente se ofrecieron dos motorizaciones más: una versión del motor 9101 con 15 CV más de potencia, y el motor 9107, con 30 CV más de potencia. Aunque inicialmente solo se instaló una transmisión de cuatro marchas, a partir de 1967 se ofreció una alternativa de cinco marchas, comenzando entonces a distinguirse los modelos como 6035-4 o 6035-5, respectivamente.
Entre 1972 y 1979 ENASA construyó 236 autobuses del modelo 6036, básicamente para su exportación a la ciudad de Argel, que en realidad era una versión del 6035 con pequeñas modificaciones. Quince ejemplares fueron puestos en servicio en 1977 en España, y otro en 1979.
El Pegaso 6035 se fabricó hasta el año 1981, aunque en 1984 se matriculó un último articulado, probablemente procedente de algún remanente de producciones anteriores. Su construcción se hizo en la factoría de ENASA en el barrio de La Sagrera de Barcelona hasta 1971, y en la nueva fábrica de la Zona Franca de Barcelona desde entonces, y el acabado de carrozado en JORSA de Mataró. De todos modos, muchos autobuses fueron carrozados por las diversas empresas privadas especializadas, especialmente Hugás o Noge, pero también por Indecasa, Heredia, Unicar y otros.
Dada su larga vida (en general, entre 15 y 20 años), con el paso del tiempo muchos autobuses fueron recarrozados, la mayoría manteniendo su aspecto original, pero siendo otros ampliamente modificados, quedando en estados casi irreconocibles.
El modelo fue sustituido por el Pegaso 6038, cuyo prototipo fue presentado en 1978, y que era una versión modernizada del 6035.
Aunque la mayor parte de los autobuses de este modelo fueron retirados del servicio en los años noventa del siglo XX, algunos estuvieron en servicio aún bien entrado el siglo XXI, siendo probablemente los últimos en circular los articulados de la Universitat Autònoma de Barcelona, que estuvieron operativos hasta el año 2012.

## Modelos
Dentro del modelo general Pegaso 6035 se pueden distinguir cinco versiones diferentes:
- Prototipo estándar 6035, con carrocería ligeramente diferente a la serie.
- Modelo de serie del estándar 6035, con versiones de cuatro y cinco marchas 6035-4 y 6035-5, respectivamente (a los de cuatro marchas no siempre se les aplicó el índice «-4»).
- Prototipo articulado 6035-A, con carrocería ligeramente diferente a la serie y 18 metros de longitud.
- Modelo de serie del articulado 6035-A, de 16,5 metros de longitud, y versión con el motor de 200 CV, denominada 6035-A/1.
- Modelo para exportación a Argelia del 6035, denominado 6036.

## Descripción técnica

### Bastidor y carrocería
Este autobús no tenía un bastidor como tal, sino que se construyó basándose en una estructura tubular autoportante, sobre la que se carrozaba el vehículo. La resistencia estructural la daba el conjunto de este esqueleto tubular. Se construyó con perfiles cuadrados de acero, unidos mediante soldadura. Bajo esta estructura se instalaban el motor y la transmisión.

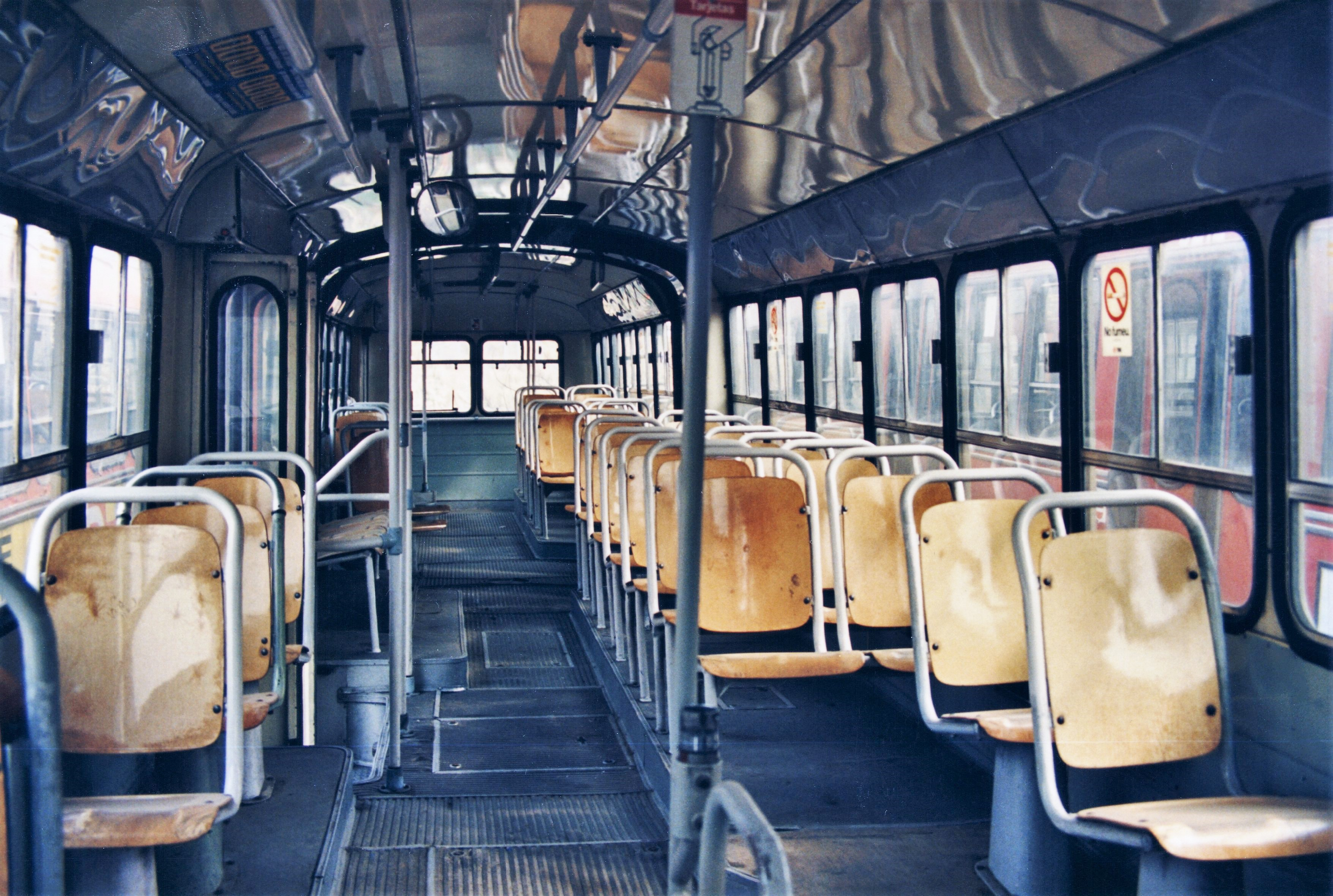
Vista interior del autobús articulado Pegaso 6035-A número 3005 de Transports de Barcelona.

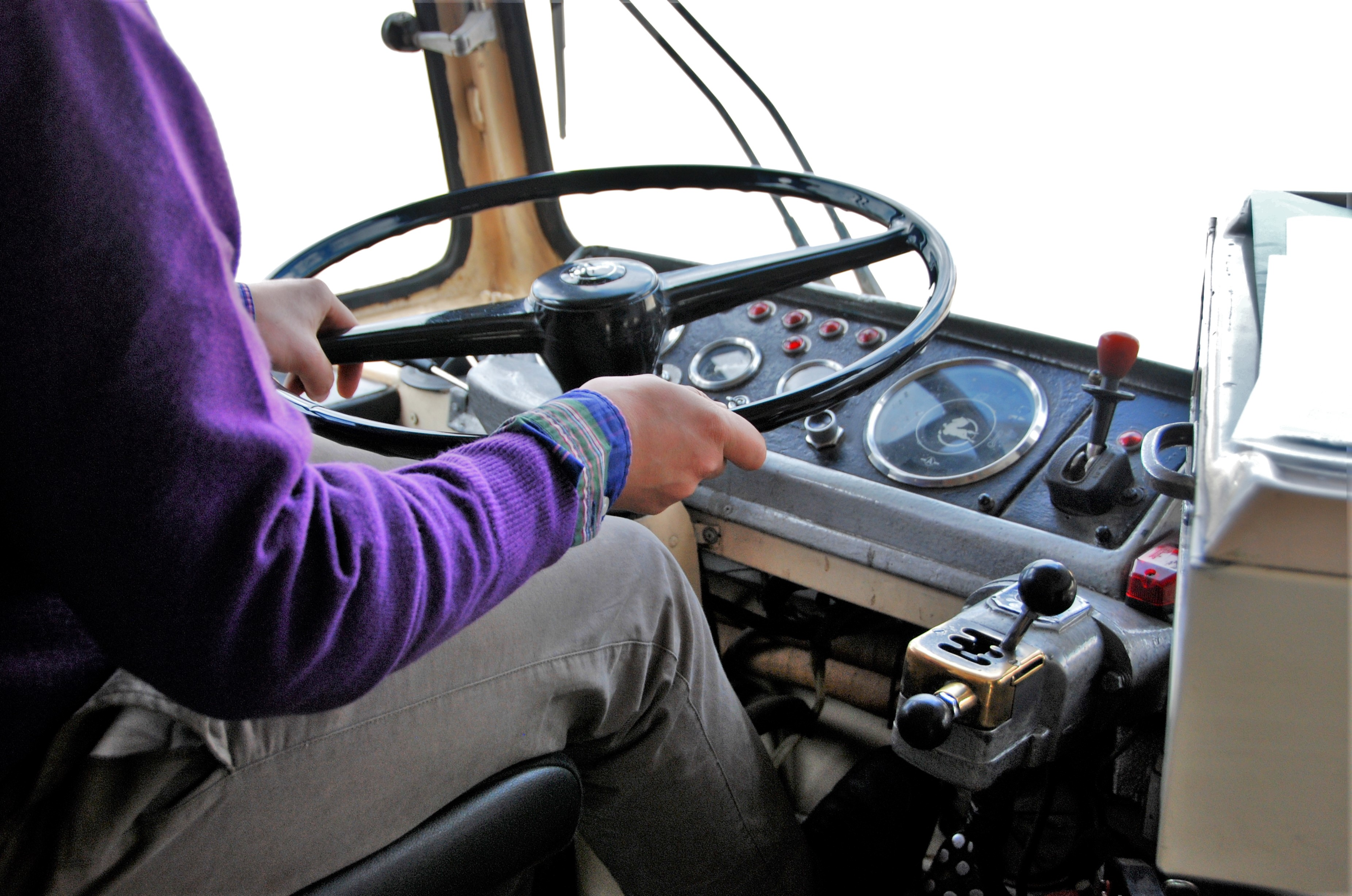
Puesto de conducción del autobús articulado Pegaso 6035-A número 3031 de TB. A la derecha, la palanca del cambio de marchas electro-neumático

Las chapas de acero que formaban la carrocería se sujetaban sobre la estructura autoportante mediante remaches o soldadura. En algunas carrocerías, especialmente las realizadas por Jorsa, la parte frontal del autobús, los parachoques y las trampillas de acceso a los grupos mecánicos estaban construidas en poliéster. Según el comprador, o las posteriores reformas, las puertas se ubicaron con todas las disposiciones posibles: delantera y central, delantera y trasera o tres puertas.

### Rodaje
Disponían de ejes con ruedas sencillas en el anterior, y ruedas dobles en el posterior, sobre el que atacaba la fuerza motriz mediante un puente flotante. En los autobuses articulados, el eje de la zaga tenía ruedas sencillas, y era un autodireccional Acerbi. La dirección era servoasistida hidráulicamente, fabricada por Virex-Fulmina. Como curiosidad, el volante daba un total de 4,5 vueltas entre un extremo de giro y el otro.
La suspensión era mixta, mecánica con ballestas semielípticas, y neumática con elementos tipo Torpress.

### Motorización
En estos autobuses se usaron dos motores de gasóleo de cuatro tiempos. Originalmente se instaló el Pegaso 9101, con seis cilindros en línea, 10.170 cm³, y una potencia de 170 CV a 2000 r. p. m. Posteriormente se ofreció también una versión mejorada, el 9101/8, que suministraba una potencia de 185 CV. El otro motor fue el 9107, y se instaló solo en algunos de los autobuses articulados (modelo 6035-A/1) y en los estándar del modelo 6036. Este motor también tenía seis cilindros en línea, cubicaba 10.518 cm³, y suministraba una potencia de 200 CV a 2000 r. p. m.

### Transmisión
La transmisión utilizaba un cambio de marchas electro-neumático, tipo RV-38, de cuatro o cinco velocidades y una marcha atrás, y un embrague hidráulico, ambos fabricados por Wilson-ISA.
El mando de esta transmisión se realizaba mediante una pequeña palanca situada a la derecha en el puesto de conducción. Con este equipamiento, los 6035 carecían de pedal de embrague. Algunos autobuses equipaban un mando mediante botones. Se ofrecieron versiones con cuatro marchas, destinada al servicio urbano, o de cinco marchas y mayor velocidad, destinada al servicio suburbano.

### Frenos
El freno de servicio era accionado por aire comprimido, y actuaba sobre los tambores de las ruedas. Disponía también de freno motor, accionado por el mismo pedal de aceleración, y de freno de mano servoasistido por aire comprimido, actuando sobre las ruedas del eje posterior.

### Equipo neumático
Para el accionamiento de la transmisión, frenos y puertas, iba dotado de un compresor de aire accionado por el motor diésel, que suministraba una presión máxima de 7 kg/cm². El aire era almacenado en tres depósitos.

### Prestaciones
El autobús era capaz de transportar hasta 96 pasajeros (según la configuración de asientos) en la versión estándar, o hasta 110 pasajeros en la versión articulada. La velocidad máxima era de 64 km/h para los modelos con cuatro marchas, o de 84 km/h con cinco marchas.

## Producción
Entre los años 1964 y 1981, ENASA fabricó 3781 autobuses del modelo 6035 y derivados, repartidos del siguiente modo:
- Del modelo estándar 6035, 2969 autobuses.
- Del modelo articulado 6035-A, 576 autobuses.
- Del modelo estándar 6036, 236 autobuses, de los cuales solo 16 para el mercado nacional.

## Operadores
A continuación, se citan algunas de las empresas nacionales que adquirieron autobuses de este modelo, aquellas que tuvieron una mayor cantidad de autobuses. Solo se mencionan los primeros compradores, porque luego muchos autobuses pasaron a manos de otras empresas en el mercado de segunda mano.

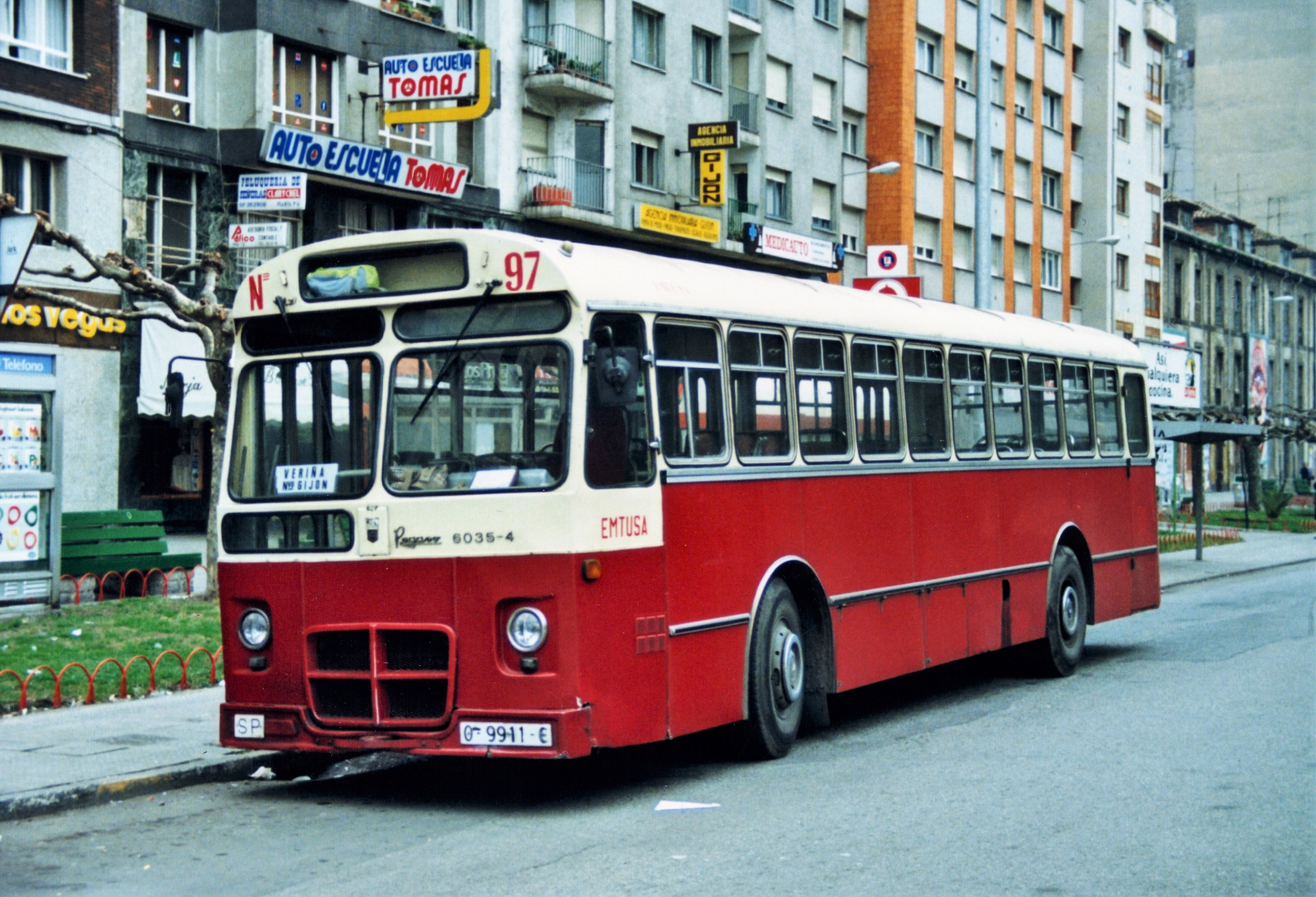
Autobús Pegaso 6035-4 número 97 de EMTUSA de Gijón.

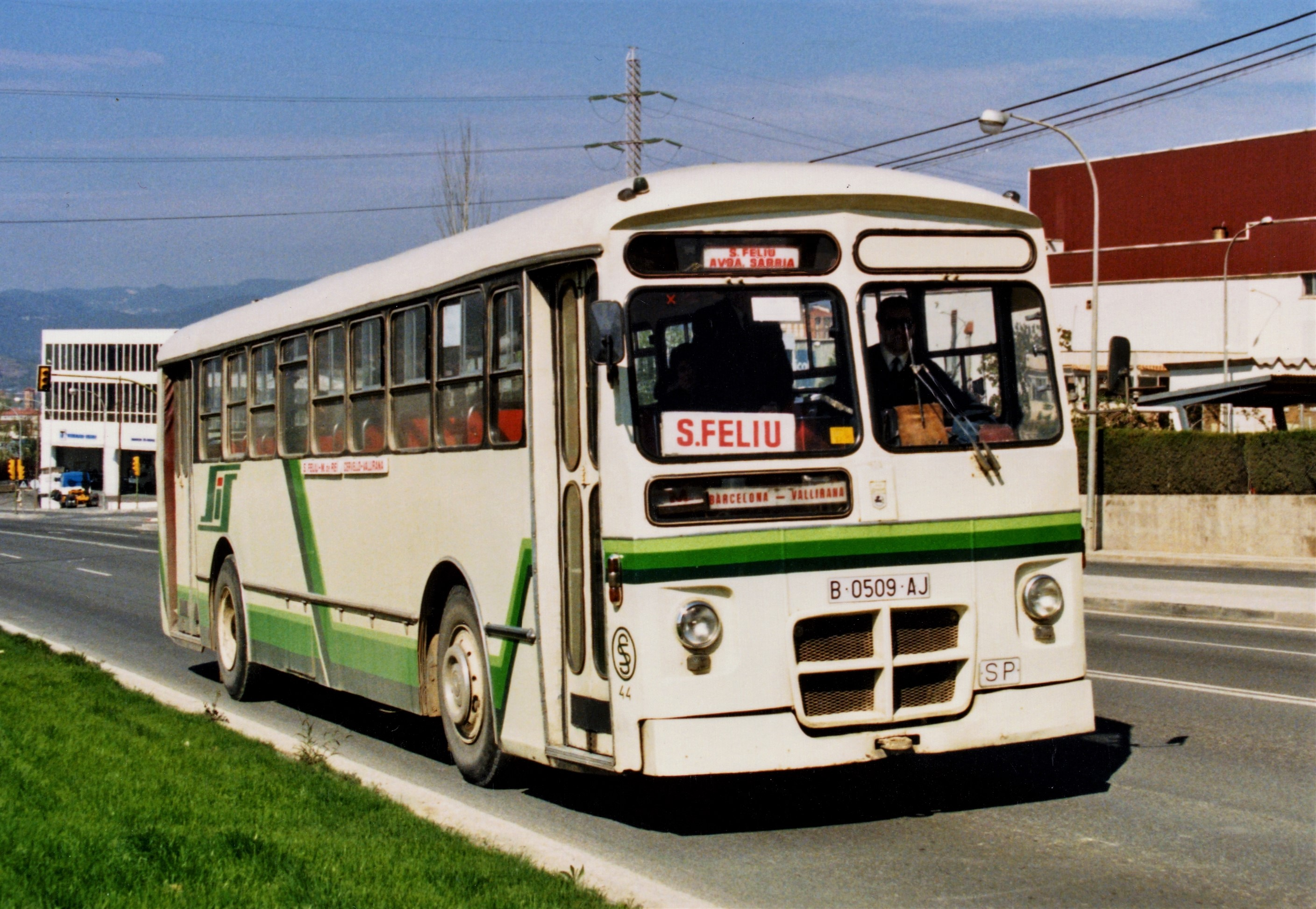
Autobús Pegaso 6035-5 número 44 de Soler i Sauret.

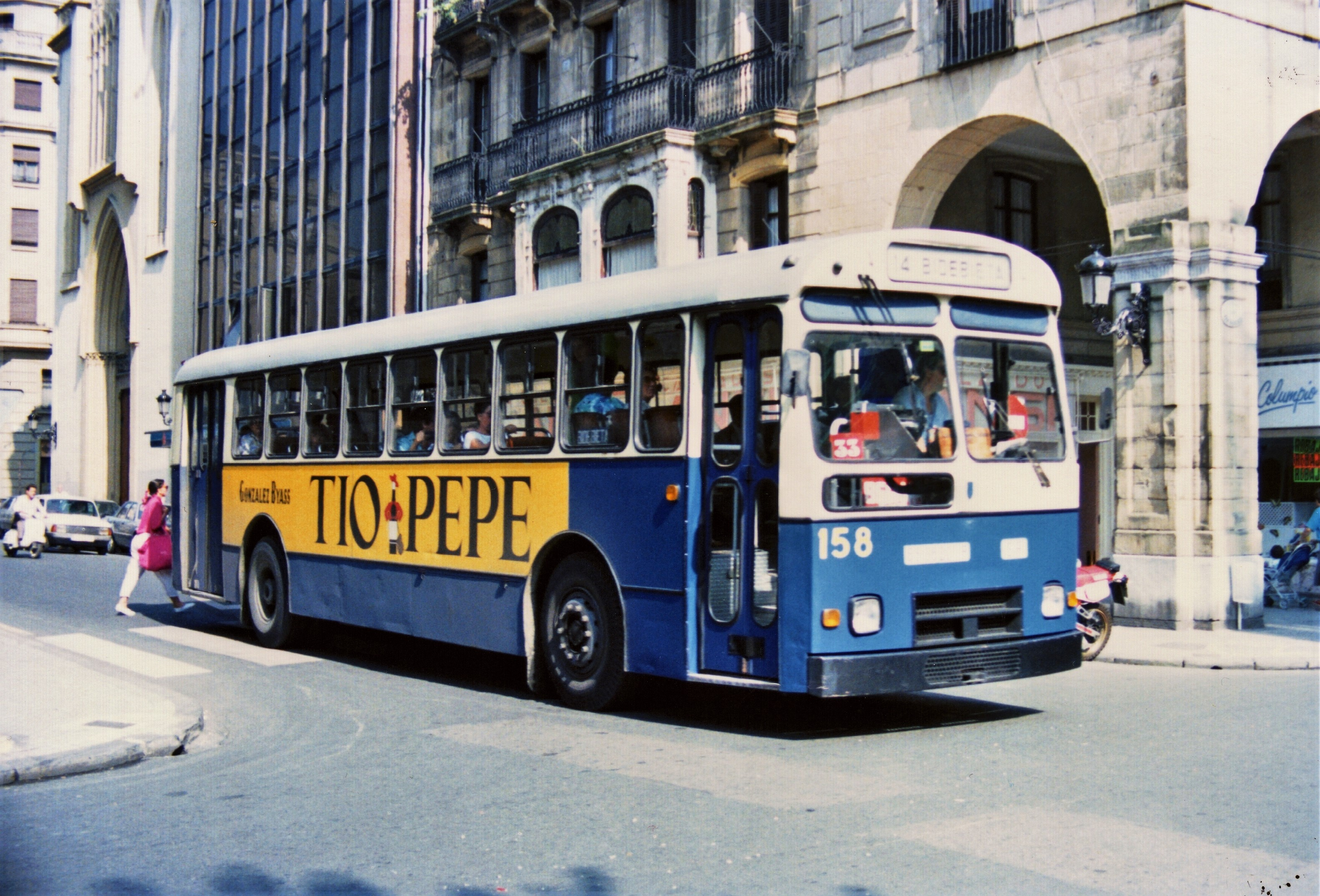
Autobús Pegaso 6035-4 número 158 de CTSS.

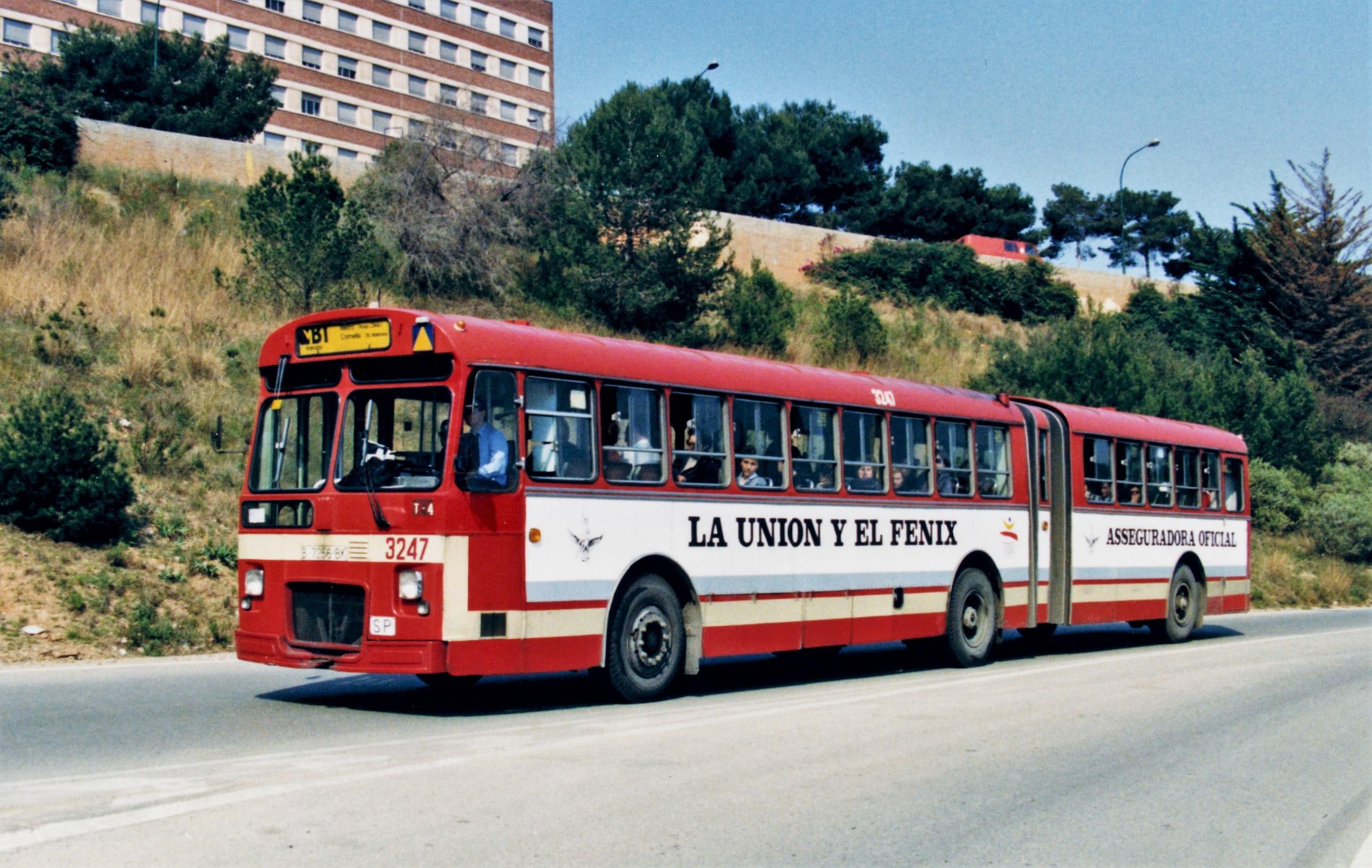
Autobús articulado Pegaso 6035-A número 3247 de Transportes de Barcelona.

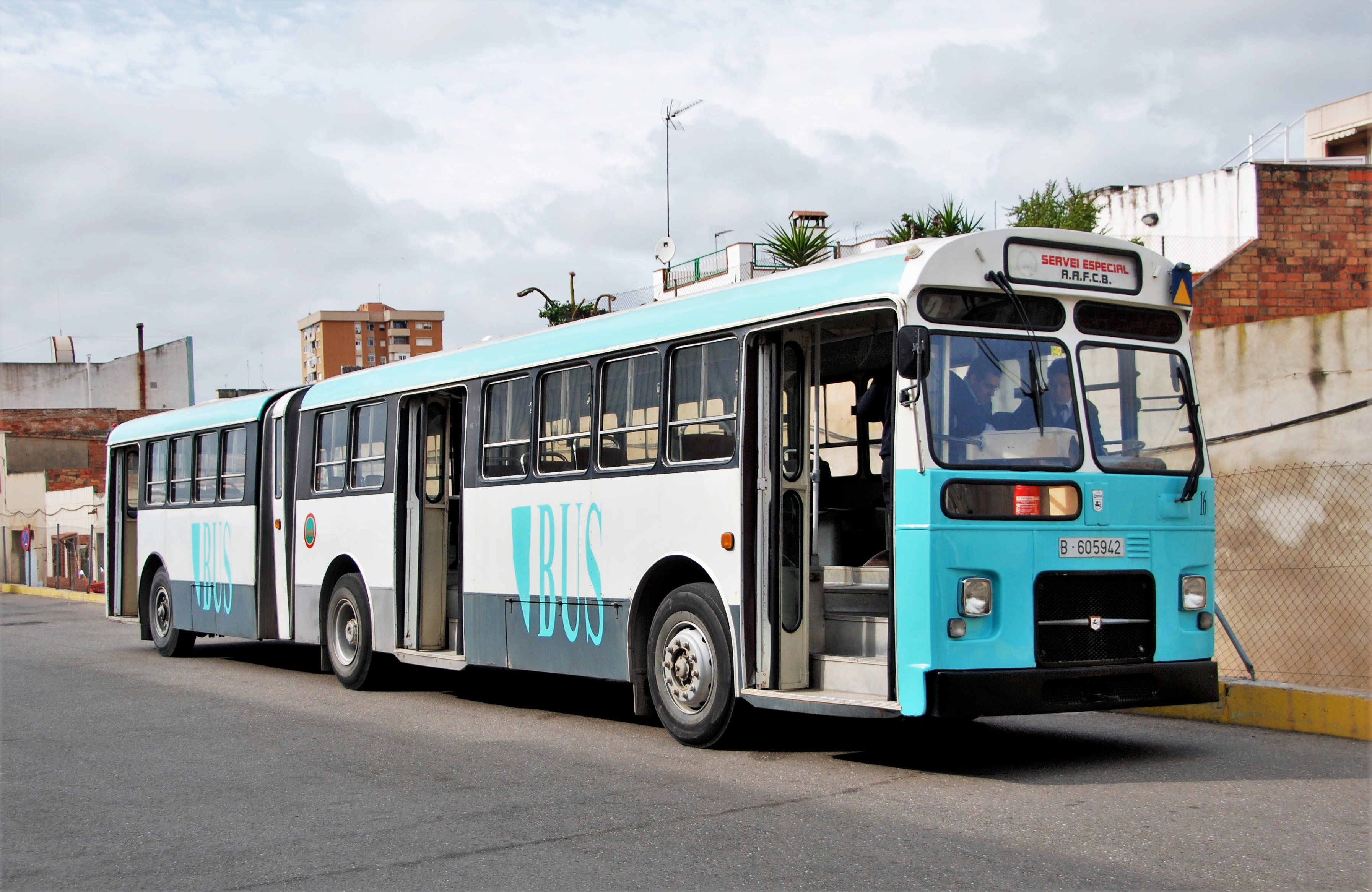
Autobús articulado Pegaso 6035-A número 16 de la UAB, cuando estaba preservado por la AAFCB.

| Empresa                                    | Cantidad | Años de fabricación | Números                                                                                |
| ------------------------------------------ | -------- | ------------------- | -------------------------------------------------------------------------------------- |
| Alcoy, servicio urbano                     | 10       | 1966-1970           | 25-30, 32-33, 37-38                                                                    |
| Alsina Graells                             | 11       | 1972-1976           | Desconocidos                                                                           |
| Alsina Graells Sur                         | 11       | 1970-1977           | Desconocidos                                                                           |
| Autobuses Urbanos de Burgos                | 9        | 1967-1980           | 33-37, 51-54                                                                           |
| Compañía del Tranvía de San Sebastián      | 80       | 1937-1980           | 7-18, 101-168                                                                          |
| Empresa Cabrero (Valladolid)               | 8        | 1972-1978           | 134-135, 139, 155, 164, 166, 174-175                                                   |
| Empresa Municipal de Transportes de Madrid | 415      | 1971-1974           | 501-915                                                                                |
| EMTUSA (Gijón)                             | 36       | 1970-1980           | 93-99, 106-109, 116-125, 135-142, 144-150                                              |
| FEVE (Asturias)                            | 7        | 1977-1978           | 16-22                                                                                  |
| Auto Transportes Martí (Sabadell)          | 8        | 1967-1972           | 41-43, 61-65                                                                           |
| Mohn (Viladecans)                          | 10       | 1973-1974           | 68-77                                                                                  |
| SALMA (Palma de Mallorca)                  | 58       | 1971-1973           | 101-154, 157-160                                                                       |
| SALTUV (Valencia)                          | 120      | 1966-1975           | Series 1100 y 1200                                                                     |
| SMTU - Santander, servicio urbano          | 9        | 1967-1980           | 42-43, 78, 80-83, 93-94                                                                |
| SEAT (Barcelona)                           | 16       | 1969-1977           | 25-32, 35, 44-47, 51-53                                                                |
| TUSSAM (Sevilla)                           | 237      | 1966-1979           | Diversos números entre el 258 y el 300, entre el 401 y el 620, y los números 1001-1003 |
| Empresa Malagueña de Transportes           | 11       | 1973-1977           | 128-138                                                                                |
| Transportes de Barcelona                   | 814      | 1964-1979           | 1900, 1901-2450, 2500-2862                                                             |
| TUBSAL(Badalona)                           | 23       | 1973-1981           | 40-44, 65-79, 94, 102-103                                                              |
| Urbas (Barcelona)                          | 40       | 1965-1971           | 201-232, 251-258                                                                       |
| VASA (Valencia)                            | 35       | 1968-1975           | Diversos números sueltos                                                               |

T
| Empresa             | Cantidad | Años de fabricación | Números   |
| ------------------- | -------- | ------------------- | --------- |
| MASATUSA (Alicante) | 15       | 1977                | Serie 200 |

| Empresa                                    | Cantidad | Años de fabricación | Números               |
| ------------------------------------------ | -------- | ------------------- | --------------------- |
| Empresa Municipal de Transportes de Madrid | 190      | 1967-1972           | 2001-2190             |
| EMTUSA (Gijón)                             | 5        | 1969-1973           | 59-60, 91-92 y 100    |
| Mohn (Viladecans)                          | 6        | 1969-1972           | 52, 56-58, 60 y 62    |
| Portillo (Málaga)                          | 8        | 1979-1981           | 317-322, 335-336      |
| Sabadell, servicio urbano                  | 6        | 1970-1973           | 101-106               |
| Santander, servicio urbano                 | 15       | 1969-1978           | 47-47, 66-69, 84-92   |
| Transportes de Barcelona                   | 164      | 1965-1979           | 3001-3264             |
| Transportes Generales Comes (Cádiz)        | 7        | 1975                | Desconocidos          |
| TRAVAL (Oviedo)                            | 6        | 1971-1974           | 101, 147-148, 155-157 |
| TUGBSA (Bilbao)                            | 8        | 1973-1974           | 2001-2008             |
| Urbas (Barcelona)                          | 25       | 1966-1969           | 300-324               |

## Exportación
ENASA exportó este modelo de autobús a cuatro países diferentes.
Entre 1972 y 1975, fabricó para la ciudad de Argel 220 autobuses estándar, que denominó como modelo 6036.
Para la red urbana de La Habana, a partir de 1974 se fabricaron 100 unidades estándar 6035-4 y 50 articuladas 6035-A. Posteriormente, entre 1979 y 1981, la fábrica cubana Claudio Argüelles construyó, bajo licencia, 750 autobuses del modelo Girón XII, copias exactas de los Pegaso 6035 (números de La Habana 4766-5299, 5301-5499 y 5551-5567).
Finalmente, hay constancia de la construcción de un articulado 6035-A para la Empresa de Transportes Colectivos de Chile, carrozado por Noge, con ligeras diferencias respecto del modelo español.
También se exportó algún ejemplar a Ghana y, al parecer, a Angola, aunque no se dispone de más datos.

## Vehículos preservados
Pese a la gran cantidad de vehículos construidos, y la gran representatividad que tuvieron en nuestras ciudades, son pocos los autobuses preservados: actualmente se conocen 15. La mayoría son del modelo articulado, por una carambola del destino: la Universitat Autònoma de Barcelona (UAB) tuvo once vehículos en servicio, todos adquiridos de segunda mano a TMB, que fueron dados de baja entre los años 2008 y 2012. Dado que apenas existían autobuses de este modelo, y gracias a la nueva concienciación sobre la importancia de preservar el patrimonio histórico, diversas empresas y asociaciones se interesaron en su adquisición para preservarlos como vehículos históricos. El resultado fue que 10 de los once autobuses se preservaron, que suponen la mayoría de los 14 Pegaso 6035 de todo tipo hoy existentes.

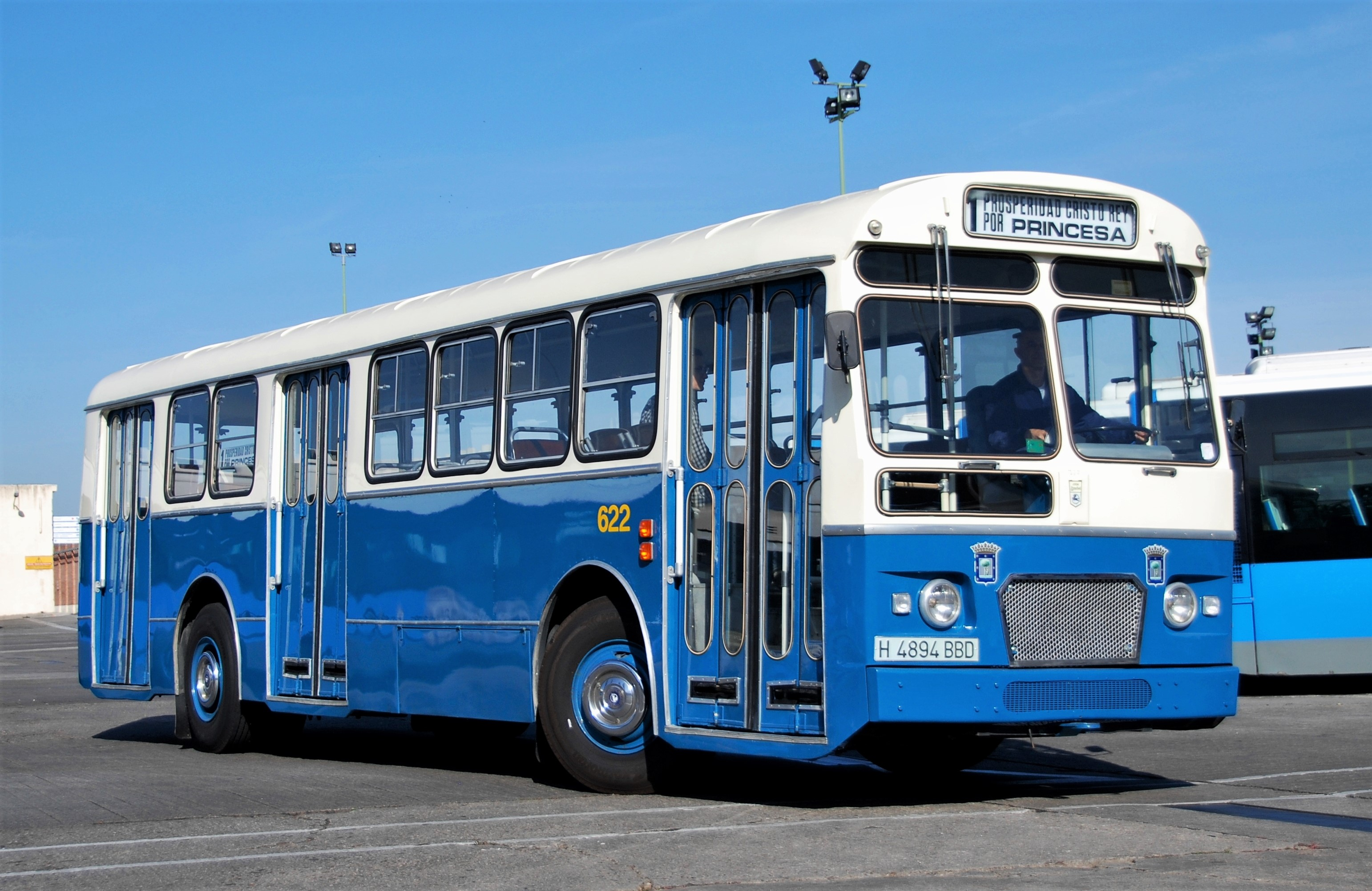
Autobús Pegaso 6035-5 preservado por la EMT de Madrid.

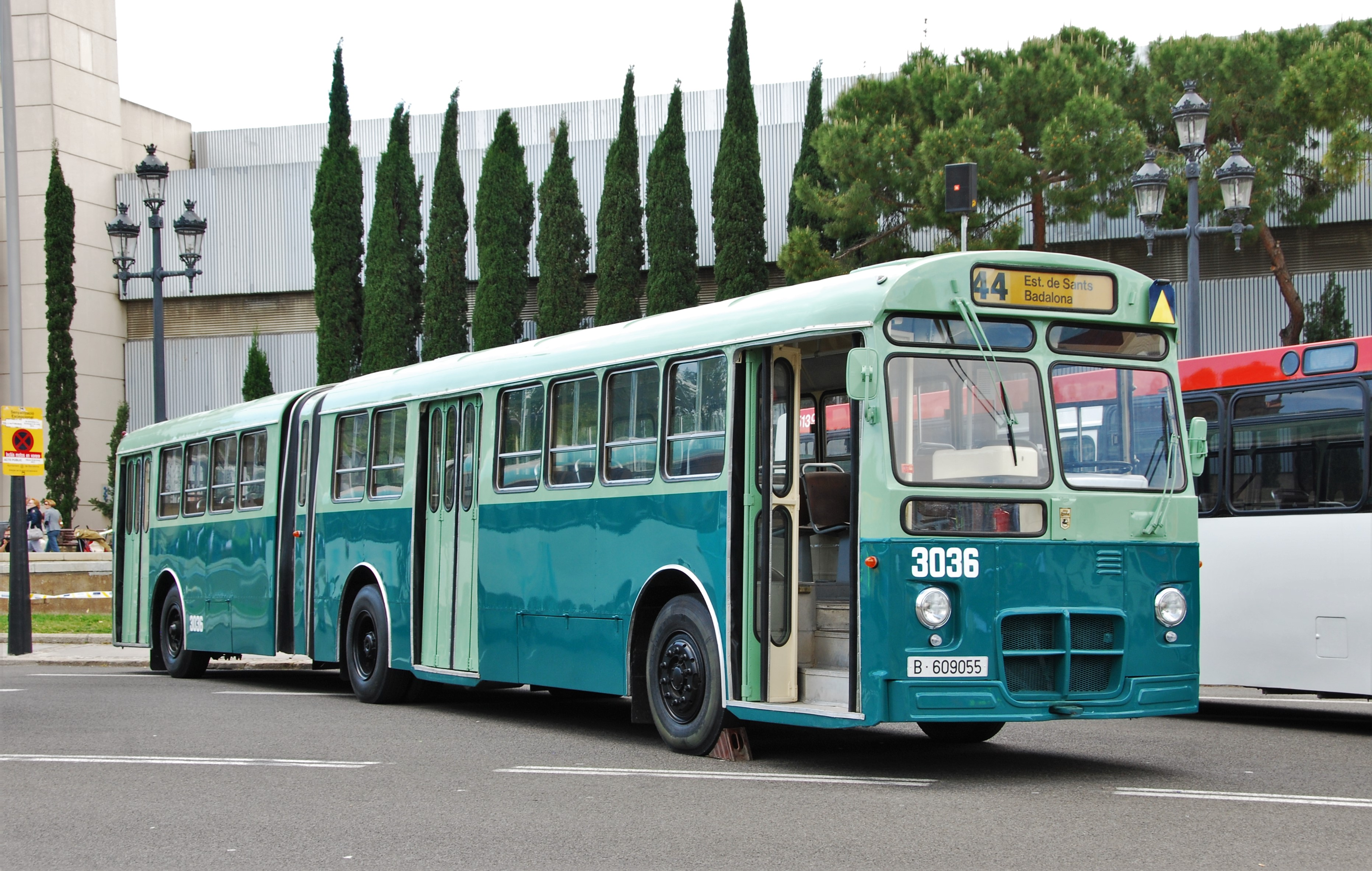
Autobús articulado Pegaso 6035-A número 3036 de TB, preservado por la Fundació TMB.

| Empresa original            | Número | Modelo | Año  | Preservado por   | Observaciones                                                                           |
| --------------------------- | ------ | ------ | ---- | ---------------- | --------------------------------------------------------------------------------------- |
| Autobuses Urbanos de Burgos | 51     | 6035-4 | 1980 | Trans-Bus Málaga | Pendiente de restaurar.                                                                 |
| Empresa Cabrero             | 134    | 6035-5 | 1972 | EMT Madrid       | Restaurado como el número 622 de la EMT de Madrid. En estado de marcha.                 |
| Empresa Cabrero             | 164    | 6035-4 | 1976 | ARCA             | Pendiente de restaurar.                                                                 |
| Empresa Cabrero             | 175    | 6035-5 | 1976 | Particular       | Desconocido.                                                                            |
| Transportes de Barcelona    | 2187   | 6035   | 1967 | Fundació TMB     | Pendiente de restaurar.                                                                 |
| Transportes de Barcelona    | 3004   | 6035-A | 1967 | UAB              | Número 13 de la Universitat Autònoma de Barcelona. Restaurado.                          |
| Transportes de Barcelona    | 3024   | 6035-A | 1968 | Desconocido      | Ex UAB 18. Propietario y estado actual desconocido.                                     |
| Transportes de Barcelona    | 3031   | 6035-A | 1968 | Mohn             | Ex UAB 16. Fue preservado por la AAFCB, y luego vendido a Mohn. Pendiente de restaurar. |
| Transportes de Barcelona    | 3036   | 6035-A | 1968 | Fundació TMB     | Ex UAB 17. Restaurado en los colores originales de TB y en estado de marcha.            |
| Transportes de Barcelona    | 3040   | 6035-A | 1968 | Fundació TMB     | Ex UAB 19. Conservado para donar piezas a los otros autobuses preservados.              |
| Transportes de Barcelona    | 3055   | 6035-A | 1968 | ARCA             | Ex UAB 14. Restaurado en color rojo de TB y en estado de marcha.                        |
| Transportes de Barcelona    | 3217   | 6035-A | 1975 | Trans-Bus Málaga | Ex UAB 30. Restaurado como el número 178 de Málaga. En estado de marcha.                |
| Transportes de Barcelona    | 3220   | 6035-A | 1975 | Fundació TMB     | Ex UAB 15. Pendiente de restaurar.                                                      |
| Transportes de Barcelona    | 3222   | 6035-A | 1976 | EMT Madrid       | Ex UAB 29. Restaurado como el número 2191 de la EMT de Madrid. En estado de marcha.     |
| Transportes de Barcelona    | 3261   | 6035-A | 1979 | EMTUSA Gijón     | Ex UAB 32. Restaurado como el número 1000 de EMTUSA.                                    |